# はちゃ丸

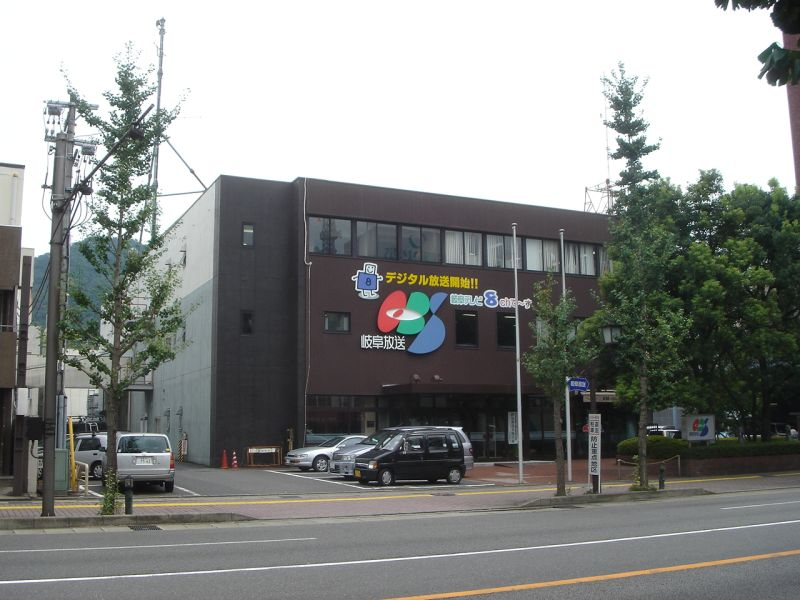
岐阜放送旧社屋（「デジタル放送開始!」の左側にあるのがはちゃ丸）

はちゃ丸（はちゃまる）とは、岐阜放送（ぎふチャン・GBS）の元公式キャラクターである。

## 概要
岐阜放送が2005年春に地上デジタル放送を開始したことに伴い、誕生したキャラクターである。キャラクターデザインは絵本作家の高畠純が担当。
キャラクター自体は岐阜放送側で製作済みであったが、名称が決まっておらず、一般公募で募集した結果、この名前になった。名付け親は神戸市在住の男性である。なお、本放送開始前のデータ試験画面ですでに名前は発表されていた。また、発表前にもデジタル放送開始特番で名前が記載されたボードが出されてしまった。
2011年7月24日のアナログ放送終了および地上デジタル放送完全移行後、新キャラクター「UPるんチャン」が登場したことに伴い、降板した。

## 名前の由来
- はち - ぎふチャンのデジタル放送におけるチャンネル番号である「8」。
- ちゃ - 「茶の間」。
- まる - 「家族だんらん」を意味する。

以上のことから、「茶の間で家族揃って8チャンネル（ぎふチャン）を見て欲しい」という意味となる。

## 登場する場面

### テレビ
- 『ぎふ情報クリック!』、『岐阜テレビ ダイナミックナイター』のオープニングとエンディングのアニメーションに登場する。
- 地上デジタル放送のデータ放送の右上端にも登場する。ただし、一部のテレビでは見えないこともある。
- 以前よりテレビ東京の同時ネット番組などで差し替えられる提供画面はブルーバックであったが、2008年1月以降から順次、はちゃ丸のイラストを提供画面の背景に使用している（ただし、一部番組はブルーバックのままである）。
- 2010年1月から2011年7月24日まで、地上デジタル放送のチャンネルロゴ表示にも使用された（「ぎふチャン」ロゴの右）。

### CM
- 名称未設定時代に、名称募集のCMに出演していた。
- 2006年6月以降、放送されている東海エリア放送局各局の共同制作CMに出演する。また、名古屋局制作番組では全国で見られる。

### その他
- 今小町にあった当時のぎふチャン本社屋の壁面画の絵柄に用いられていた。
- クリアファイルなどのグッズやぎふチャンのコートなどに付いている。
- 岐阜駅前のメディアステーション（デモ画面）にもよく出ている。